# Scharnhorst (1936)
Pour les articles homonymes, voir Scharnhorst.
Le Scharnhorst est un croiseur de la Kriegsmarine lancé le 3 octobre 1936 dans le port de Wilhelmshaven. En compagnie du Gneisenau, son sister-ship de la classe Scharnhorst, il croise d'abord dans les eaux de Norvège, puis en Atlantique où il traque les convois des Alliés. Réfugié dans les fjords de Norvège à partir de 1942, il est détruit et coulé par une escadre de la Royal Navy en effectuant une mission, le 26 décembre 1943, aux environs du cap Nord. Il est baptisé d'après le nom du général prussien Gerhard Johann David von Scharnhorst (1755-1813), qui combattit lors des guerres napoléoniennes.

## Début de la Seconde Guerre mondiale

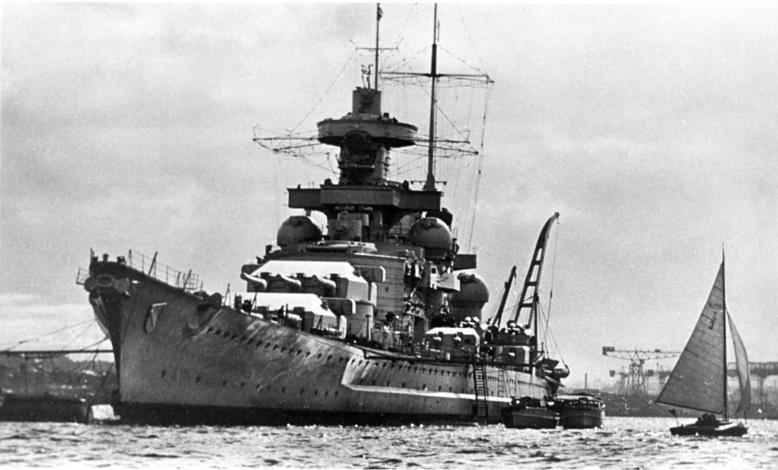
Le Scharnhorst entre 1939 et 1940.

Le Scharnhorst est lancé le 3 octobre 1936 en présence d'Adolf Hitler et de Werner von Blomberg. Lors des essais à la mer commencés le 9 janvier 1939, il apparait que le navire embarque beaucoup d'eau par l'avant ce qui entraîne des dommages dans les systèmes électriques. D'importants travaux de modifications de l'étrave du Scharnhorst sont engagés puis terminés en novembre 1939. Sa première mission de guerre commence le 21 novembre 1939. En compagnie du Gneisenau et d'une flottille de destroyers, il patrouille dans une zone comprise entre l'Islande et les îles Féroé. Le 23 novembre, il engage et détruit le croiseur auxiliaire britannique HMS Rawalpindi. Recherchée par une escadre franco-britannique constituée autour du Dunkerque et du HMS Hood, l'escadre allemande fait demi-tour et rentre à Wilhelmshaven le 27 novembre.
Toujours avec le Gneisenau, il participe ensuite à la bataille de Norvège. Il protège les navires qui vont débarquer les troupes allemandes à Trondheim et à Narvik, c'est-à-dire hors du rayon d'action des avions allemands opérant au départ des bases d'Allemagne. C'est le vice-amiral Lütjens qui commande cette force navale. Il remplace l'amiral Marschall qui est souffrant. Le vice-amiral Lütjens a hissé sa marque sur le Gneisenau. Pendant ces opérations, le 8 avril 1940, il décide de profiter du très mauvais temps pour échapper aux forces navales anglaises qui sont à la mer pour empêcher les débarquements allemands, et il met cap au nord. Très tôt, le 9 avril au matin, un combat a lieu avec le croiseur de bataille HMS Renown qui est touché plusieurs fois, sans gravité, mais qui endommage plus sérieusement le Gneisenau (direction de tir détruite et tourelle de 280 mm arrière endommagée). Les deux croiseurs de bataille allemands réussissent à semer leur adversaire et continuent jusqu'aux abords de l'île Jan Mayen. Ils rentrent en Allemagne sans encombre, trois jours plus tard.
À la fin de cette campagne, lorsque les Britanniques évacuent leurs troupes, le Scharnhorst et le Gneisenau, qui porte cette fois la marque de l'amiral Marschall, appareillent le 4 juin 1940, pour l'opération Juno qui consiste à détruire la base que les Alliés ont installée à Harstad. Mais, convaincu qu'il serait plus intéressant d'essayer de perturber le retour des troupes alliées qui évacuent la Norvège (Narvik sera évacué sans combat le 7 juin, et, sur le front de France, c'est la bataille de Dunkerque), il réussit à intercepter et à couler, le 8 juin au matin, le pétrolier Old Pioneer et son escorte, le chalutier armé Juniper, puis, en début d'après-midi, le paquebot Orama, sans que sa présence à la mer soit signalée. En fin d'après-midi, il repère le porte-avions HMS Glorious qui navigue sans couverture aérienne, escorté par les deux destroyers HMS Ardent et HMS Acasta. Malgré la lutte héroïque des destroyers pendant deux heures, ceux-ci coulent avec le HMS Glorious, écrasés par l'artillerie des deux croiseurs de bataille allemands. Mille cinq cents marins britanniques meurent dans ce combat inégal et désespéré. Cependant le Scharnhorst a été atteint par une torpille du HMS Acasta qui provoque une brèche de 12 mètres sur 4. Le lendemain, les deux bâtiments allemands mouillent à Trondheim.
Toujours avec le Gneisenau, le Scharnhorst coule 22 navires alliés dans l'Atlantique au début de 1941 avant de s'installer à Brest.

## OpérationCerberuset retour en Norvège
Le 12 janvier 1942, le commandement de la Kriegsmarine décide de baser le Scharnhorst, le Gneisenau et le Prinz Eugen en Allemagne et non plus à Brest où ils ne sont plus à l'abri des raids de la Royal Air Force. Hitler souhaite disposer de ces navires en Norvège, où il craint un débarquement des Alliés.
La Norvège est vitale pour l'effort de guerre allemand car le fer suédois passe par la Norvège lorsque la mer Baltique est gelée. Elle est aussi vitale parce que la campagne de Russie se complique, avec l'échec de la Wehrmacht devant Moscou, alors que les Alliés envoient quantité de matériel aux Soviétiques, principalement par des convois navals jusqu'à Mourmansk. Cette opération de retour vers l'Allemagne prend le nom de code :  opération Cerberus.
Le 11 février 1942, le Scharnhorst, le Gneisenau, le croiseur lourd Prinz Eugen et leurs navires d'escorte appareillent de Brest de nuit. Le groupe naval allemand force par surprise le passage du pas de Calais, en plein jour, sous une importante couverture aérienne (opération Donnerkeil).
Le convoi finit par être repéré et 650 avions de la Royal Air Force — dont près de 250 bombardiers — sont engagés. Les batteries côtières anglaises ouvrent le feu, mais sont gênées par le brouillard. Quelques navires anglais de retour d'un exercice de tir en mer du Nord tentent d'intercepter les navires allemands. L'ensemble de ces tentatives d'interception échouent, seules quelques mines mouillées rapidement sont efficaces : le Gneisenau (une mine) et le Scharnhorst (deux mines) sont durement touchés. Néanmoins, les Britanniques ne peuvent empêcher le passage des bâtiments allemands.
Après diverses réparations à la suite de cette opération, le Scharnhorst gagne donc les fjords norvégiens sur ordre d'Hitler et se cache alors dans un fjord en attendant le moment propice pour attaquer les convois de l'Arctique qui passeraient à proximité.

## Le dernier combat duScharnhorst: la bataille du cap Nord
Pour un article plus général, voir Bataille du cap Nord.

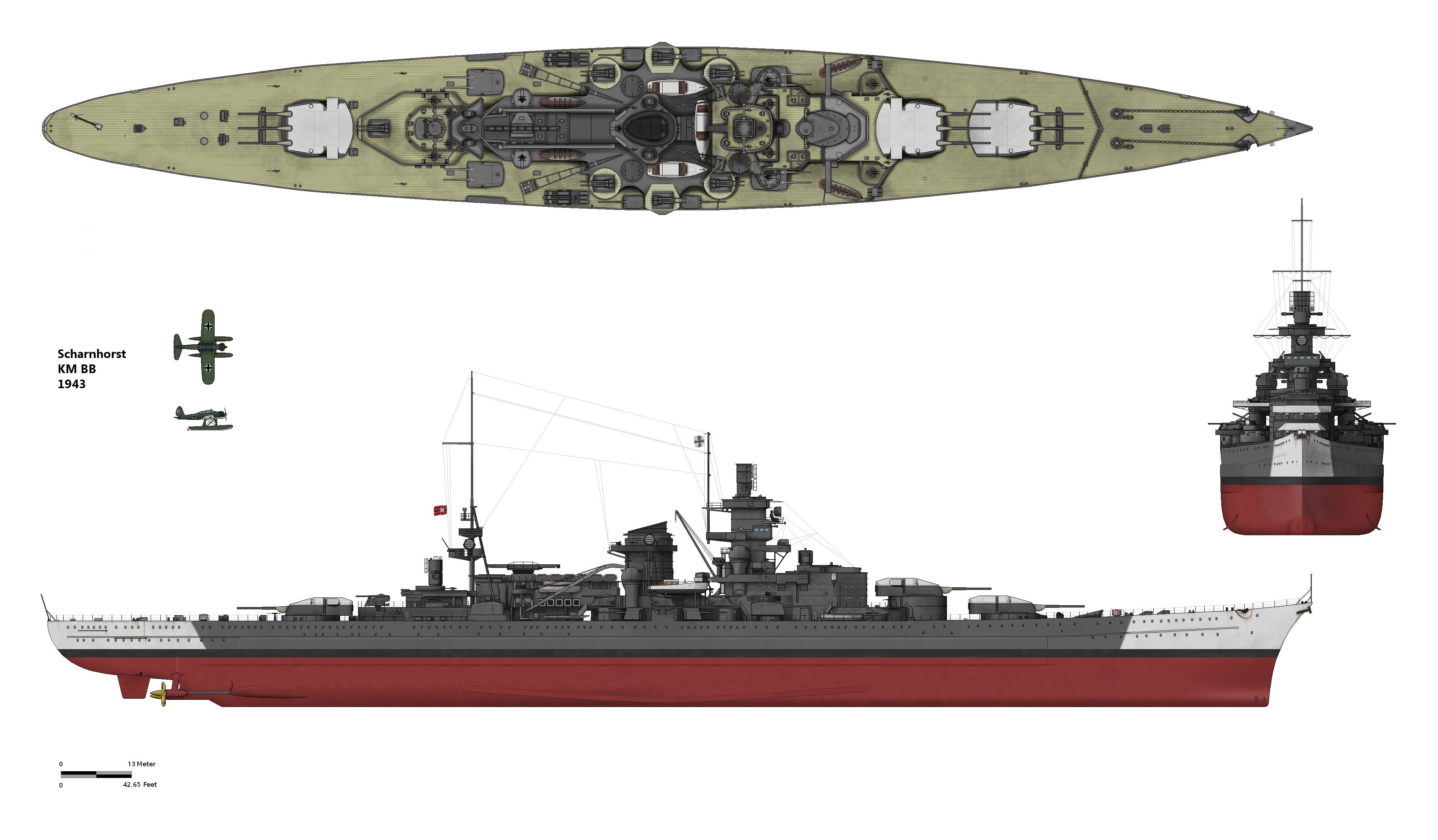
Le Scharnhorst dans sa configuration en 1943.

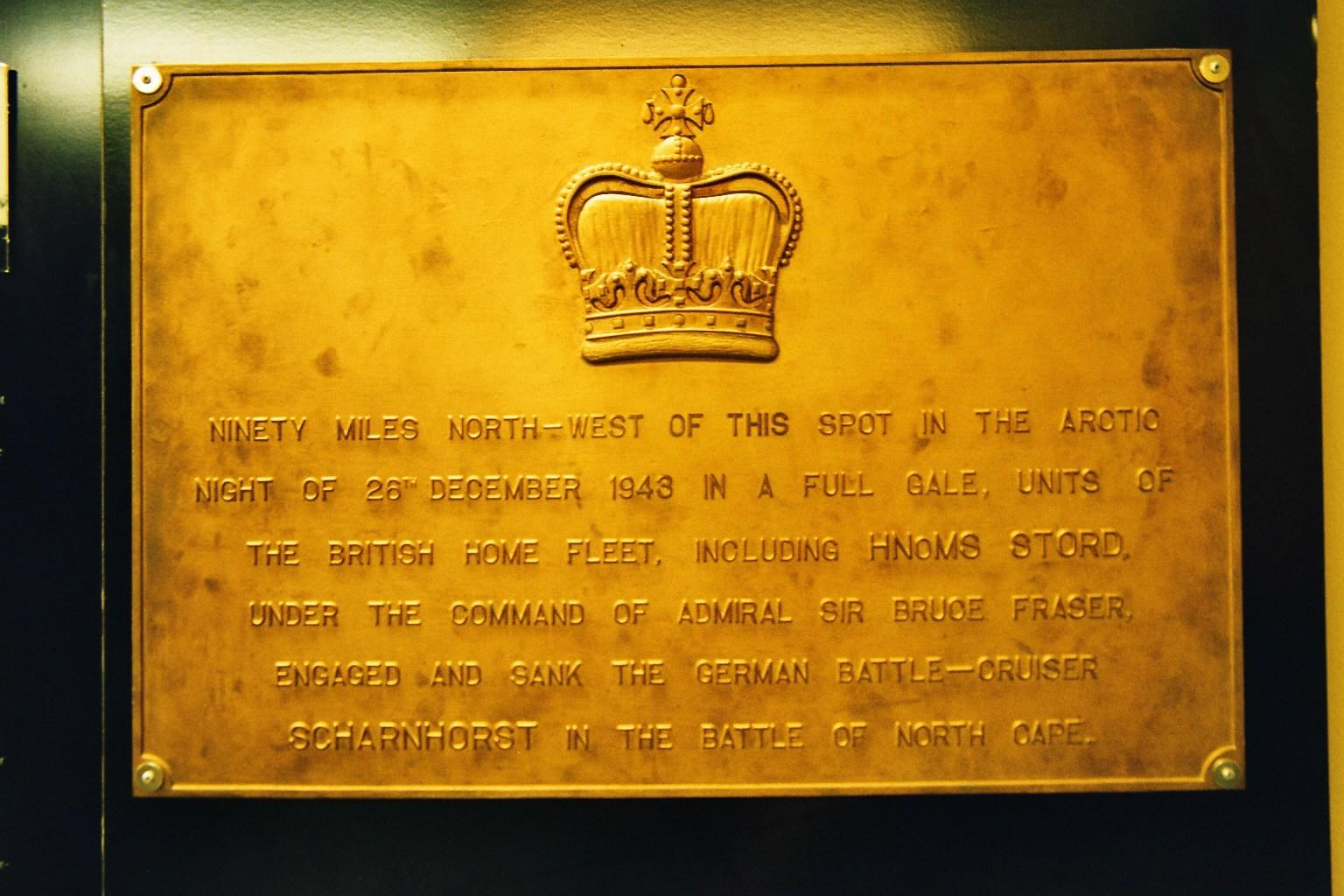
Plaque du mémorial de la bataille du cap Nord

Le 22 décembre 1943, le Scharnhorst sort en compagnie de cinq destroyers à la rencontre d'un convoi allié repéré par une reconnaissance aérienne, le convoi JW 55B en direction de Mourmansk. Le Tirpitz est en réparation et ne participe pas au raid. Le Konteradmiral Erich Bey, habituellement à la tête d'une flotte de destroyers, commande le groupe Scharnhorst car le Generaladmiral Oskar Kummetz est gravement malade. Dans la matinée du 26, après s'être séparé des destroyers, le Scharnhorst se retrouve face aux croiseurs de la 10e escadre (Burnett) : HMS Belfast, HMS Sheffield, HMS Norfolk. C'est une surprise pour les Allemands car le convoi était signalé sans réelles défenses. Le croiseur allemand s'échappe à 10 h 20 de ce premier engagement grâce à son puissant avantage en matière de vitesse. Le contre-amiral Erich Bey décide malgré tout de poursuivre l'attaque car l'opposition n'est pas trop importante. Il prend cap au nord, en plein sur la route que devra croiser le convoi JW 55B.
L'amiral Fraser qui commande alors la Home Fleet s'inquiète pour le convoi : il n'a rien à opposer au croiseur de bataille allemand qui se trouve entre l'escorte et le convoi. Néanmoins, l'Allemand ne connait pas la position précise du convoi et la visibilité est médiocre. Pendant ce temps-là, les croiseurs britanniques sont rejoints par la 36th Destroyer Division et reprennent le contact avec le croiseur allemand vers midi, provoquant plusieurs échanges de tirs. Une fois de plus, le Scharnhorst se retire. Surpris et excédé par cette opposition plus tenace que prévu, le contre-amiral Erich Bey décide de regagner sa base pour ne pas risquer son bâtiment alors dangereusement privé de tout appui. Il met cap au sud, ce qui va le mener droit dans un piège.
Les Britanniques tiennent le contact radar et s'assurent que le Scharnhorst, faisant route au sud-ouest, croise la route du cuirassé HMS Duke of York qui est accompagné du croiseur léger HMS Jamaica. Le cuirassé obtient un contact radar à plus de 40 kilomètres, peu après 16 h, et engage le combat à 16 h 50. Le Scharnhorst est alors surpris une 3e fois et se retrouve nettement surclassé par les bordées des dix pièces de 356 mm du cuirassé de classe King George V. Les deux tourelles avant du Scharnhorst sont mises hors de combat, le privant de six de ses neuf canons principaux. Sa vitesse lui permet toutefois d'échapper encore à ses poursuivants qui croient alors le combat terminé vers 18 h 30. Pourtant, Erich Bey envoie un message solennel à Hitler, lui assurant qu'il combattra « jusqu'au dernier obus ». En effet, le Scharnhorst a perdu son dernier atout : une des dernières bordées du Duke of York a endommagé ses chaudières, réduisant fortement sa vitesse et permettant au Duke of York de le rejoindre. Après un duel d'artillerie qui dure au total plus de deux heures (les Britanniques tirent plus de 2 000 obus), les pièces du Scharnhorst deviennent définitivement silencieuses à 19 h 16. Les destroyers et croiseurs s'approchent et le torpillent à plusieurs reprises (22 torpilles sont tirées). Touché à l'avant, le Scharnhorst coule à environ 19 h 45. Sur les 1 968 hommes d'équipage, seuls 36 survivants seront repêchés dans les eaux glacées de l'Arctique par les contre-torpilleurs Scorpion et Matchless. Quant au convoi JW55B, il arrive sans dommage à Mourmansk.
La Kriegsmarine perd un de ses navires les plus puissants, après sept ans de service, dont quatre de guerre où il avait fait régulièrement parler de lui. Il avait créé un véritable malaise d'insécurité chez les Britanniques, sa vitesse lui conférant une sorte d'invulnérabilité et de capacité à frapper à tout moment. La campagne du printemps 1941 avait fait craindre le pire aux Britanniques quant à l'effet désastreux qu'aurait le Bismarck s'il venait à percer dans l'Atlantique.
La Kriegsmarine n'a alors plus de navires de ligne opérationnels, le grand cuirassé Tirpitz étant hors de combat, devenu malgré lui le « Roi solitaire des mers du Nord ».